# Ergebnisse der Kommunalwahlen in Suhl
- Linke: 4
- SPD: 2
- Grüne: 1
- BfS: 2
- FW Suhl: 4
- FDP: 1
- CDU: 13
- AfD: 9

In den folgenden Listen werden die Ergebnisse der Kommunalwahlen in Suhl aufgelistet. Es werden die Ergebnisse der Wahlen zum Stadtrat ab 1990 angegeben.

## Parteien
- AfD: Alternative für Deutschland
- B’90/Grüne: Bündnis 90/Die Grünen → Grüne
- B.F.D.: Bund Freier Demokraten → 1990 FDP
- CDU: Christlich Demokratische Union Deutschlands
  - 1990: CDU der DDR
- DFD: Demokratischer Frauenbund Deutschlands
- DSU: Deutsche Soziale Union
- FDP: Freie Demokratische Partei
- Grüne: Bündnis 90/Die Grünen
  - 1990 als: Grüne Partei-Unabhängiger Frauenverband-Grüne Liga
  - 1999 als: ForumGrüne
- Linke: Die Linke
  - bis 2003: PDS
- NF: Neues Forum (FORUM)
  - 1999 als: ForumGrüne
- PDS: Partei des Demokratischen Sozialismus → Linke
- SPD: Sozialdemokratische Partei Deutschlands
  - 1990: SPD der DDR

## Wählergruppen
- AfS: Aktiv für Suhl
- BfS: Bürger für Suhl
- BV: Bürgervereinigung (in der Quelle nicht näher spezifizierte Bürgervereinigung)
- FW Suhl: Freie Wähler Suhl
- FWG Suhl: Freie Wählergemeinschaft Suhl
- SHL: Suhler
- VS: Volkssolidarität

## Abkürzung
- Ezb.: Einzelbewerber
- Wbt.: Wahlbeteiligung

## Wahlen zum Stadtrat
Stimmenanteile der Parteien in Prozent
| Jahr | Wbt. | CDU  | AfD  | FW Suhl | Linke | SPD  | BfS | Grüne | FDP | AfS  | NF  | FWG Suhl | SHL | VS  | DSU | BV  | DFD | Ezb. |
| ---- | ---- | ---- | ---- | ------- | ----- | ---- | --- | ----- | --- | ---- | --- | -------- | --- | --- | --- | --- | --- | ---- |
| 1990 | 74,6 | 28,4 |      |         | 24,8  | 15,7 |     | 4,7   | 4,6 |      | 8,0 |          |     | 1,2 | 7,2 | 1,4 | 1,4 | 0,9  |
| 1994 | 70,0 | 26,5 |      |         | 29,6  | 20,1 |     | 4,7   | 2,8 |      | 5,8 | 5,2      | 4,0 | 1,3 |     |     |     |      |
| 1999 | 54,1 | 43,6 |      |         | 31,4  | 22,6 |     | NF    |     |      | 2,4 |          |     |     |     |     |     |      |
| 2004 | 47,5 | 25,5 |      |         | 31,8  | 10,6 |     |       | 3,3 | 28,8 |     |          |     |     |     |     |     |      |
| 2009 | 47,3 | 23,0 |      | 8,8     | 31,1  | 17,4 |     |       | 6,9 | 12,8 |     |          |     |     |     |     |     |      |
| 2014 | 45,0 | 25,1 |      | 23,4    | 32,9  | 15,2 |     |       | 3,4 |      |     |          |     |     |     |     |     |      |
| 2019 | 54,7 | 29,5 | 12,1 | 19,3    | 18,3  | 11,9 |     | 5,7   | 3,3 |      |     |          |     |     |     |     |     |      |
| 2024 | 57,4 | 37,2 | 23,8 | 11,5    | 10,8  | 6,1  | 4,7 | 3,6   | 2,3 |      |     |          |     |     |     |     |     |      |

Sitzverteilung
| Jahr | Gesamt | CDU | AfD | FW Suhl | Linke | SPD | BfS | Grüne | FDP | AfS | NF | FWG Suhl | DSU | BV | DFD | VS | Ezb. |
| ---- | ------ | --- | --- | ------- | ----- | --- | --- | ----- | --- | --- | -- | -------- | --- | -- | --- | -- | ---- |
| 1990 | 62     |     |     | 18      | 15    | 10  |     | 3     | 3   |     | 5  |          | 4   | 1  | 1   | 1  | 1    |
| 1994 | 42     | 13  |     |         | 14    | 10  |     |       |     |     | 3  | 2        |     |    |     |    |      |
| 1999 | 42     | 19  |     |         | 13    | 10  |     |       |     |     |    |          |     |    |     |    |      |
| 2004 | 36     | 9   |     |         | 12    | 4   |     |       |     | 11  |    |          |     |    |     |    |      |
| 2009 | 36     | 8   |     | 3       | 11    | 6   |     |       | 3   | 5   |    |          |     |    |     |    |      |
| 2014 | 36     | 9   |     | 8       | 12    | 6   |     |       | 1   |     |    |          |     |    |     |    |      |
| 2019 | 36     | 11  | 4   | 7       | 7     | 4   |     | 2     | 1   |     |    |          |     |    |     |    |      |
| 2024 | 36     | 13  | 9   | 4       | 4     | 2   | 2   | 1     | 1   |     |    |          |     |    |     |    |      |